# پارک ملی دلوون
پارک ملی دلوون (به هلندی: Nationaal Park De Loonse en Drunense Duinen) یک منطقهٔ مسکونی و جنگل در هلند است که در هئوسدن واقع شده‌است.